# Dachepalle
Dachepalli là một mandal thuộc huyện Guntur, bang Andhra Pradesh, Ấn Độ.

## Geography
Dachepalli is located at 16°36′00″B 79°44′00″Đ / 16,6°B 79,7333°Đ.